# تشوركوتشان (كوركا)
تشورکوتشان (بالفارسية: چورکوچان) هي قرية تقع في إيران في قسم كورکا الريفي. يقدر عدد سكانها بـ 1,586 نسمة .